# Need for Speed
Need for Speed (NFS) är en racingspelserie utvecklad av Electronic Arts. Det första spelet i serien utgavs den 31 augusti 1994.
Need for Speed-serien utvecklades inledningsvis av Distinctive Software, en spelstudio baserad i Vancouver, Kanada. Före Electronic Arts uppköp av företaget 1991, hade de utvecklat populära racingspel såsom Stunts och Test Drive II: The Duel. Efter uppköpet bytte företaget namn till Electronic Arts Canada. Företaget använde sin erfarenhet inom området när de började utveckla Need for Speed-serien i slutet av 1992.
EA Canada fortsatte att utveckla och expandera Need for Speed-serien i många år. År 2002 fick ett annat Vancouver-baserat företag, Black Box Games, kontraktet att fortsätta utveckla serien; spelet kom att få titeln Need for Speed: Hot Pursuit 2. Black Box Games blev uppköpt av EA strax innan spelets annonsering och bytte namn till Electronic Arts Black Box och gjordes till en del av Electronic Arts Canada. Senare titlar har utvecklats av Ghost Games.
Den 21 oktober 2009 meddelade Electronic Arts att spelserien sålt fler 100 miljoner exemplar.

## Utgivna spel
| Titel                                     | År   | Plattform | Kommentar                                                                                            |
| ----------------------------------------- | ---- | --- | --- |
| Road & Track Presents: The Need for Speed | 1994 | 3DO, DOS, Playstation 1, Sega Saturn, Microsoft Windows | Specialversionen Road & Track Presents: The Need for Speed SE släpptes 1996                          |
| Need for Speed II                         | 1997 | Microsoft Windows, Playstation 1 | Prototyper och showcars finns tillgängligt. Specialversionen Need for Speed II SE släpptes samma år. |
| Need for Speed: V-Rally                   | 1997 | Playstation 1, Microsoft Windows, Game Boy Color, Nintendo 64 | |
| Need for Speed III: Hot Pursuit           | 1998 | Playstation 1, Microsoft Windows | |
| Need For Speed: Road Challenge            | 1999 | Playstation 1, Microsoft Windows | Amerikansk titel: High Stakes, Europeisk titel: Road Challenge                                       |
| Need for Speed: V-Rally 2                 | 1999 | Playstation 1, Dreamcast, Microsoft Windows | |
| Need for Speed: Porsche 2000              | 2000 | Playstation 1, Game Boy Advance, Microsoft Windows | |
| Motor City Online                         | 2001 | Microsoft Windows | |
| Need for Speed: Hot Pursuit 2             | 2002 | Gamecube, Playstation 2, Xbox, Microsoft Windows | |
| Need for Speed: Underground               | 2003 | Gamecube, Playstation 2, Xbox, Microsoft Windows, Game Boy Advance | |
| Need for Speed: Underground 2             | 2004 | Microsoft Windows, Gamecube, Playstation 2, Xbox, Game Boy Advance, Nintendo DS, Mobiltelefon                                                                              | |
| Need for Speed: Underground Rivals        | 2004 | Playstation Portable | |
| Need for Speed: Most Wanted               | 2005 | Nintendo DS, Microsoft Windows, Gamecube, Playstation 2, Xbox, Game Boy Advance, Xbox 360, Mobiltelefon                                                                    | Playstation Portable-versionen kallades Need for Speed: Most Wanted 5-1-0                            |
| Need for Speed: Carbon                    | 2006 | Microsoft Windows, Mac OS, Playstation 3, Xbox 360, Wii, Playstation 2, Xbox, Gamecube, Game Boy Advance, Nintendo DS, Mobiltelefon, Zeebo                                 | Playstation Portable-versionen kallades Need for Speed: Carbon, Own the City                         |
| Need for Speed: ProStreet                 | 2007 | Playstation 3, Playstation 2, Playstation Portable, Wii, Nintendo DS, Xbox 360, Microsoft Windows, Mobiltelefon                                                            | |
| Need for Speed: Undercover                | 2008 | Microsoft Windows, Windows Mobile, Playstation 2, Playstation 3, Playstation Portable, Nintendo DS, N-Gage 2.0, Symbian OS, Wii, Xbox 360, IOS, WebOS, Blackberry Playbook | |
| Need for Speed: Shift                     | 2009 | Microsoft Windows, Playstation 3, Xbox 360, Playstation Portable, Mobiltelefon, IOS, Ipad, Android, Symbian                                                                | |
| Need for Speed: Nitro                     | 2009 | Nintendo DS, Wii | |
| Need for Speed: World                     | 2010 | Microsoft Windows | MMOG-racingspel                                                                                      |
| Need for Speed: Hot Pursuit               | 2010 | Microsoft Windows, Windows Phone, Playstation 3, Wii, Xbox 360, Mobiltelefon, IOS, Android                                                                                 | |
| Need for Speed: Shift 2 Unleashed         | 2011 | Microsoft Windows, Playstation 3, Xbox 360, IOS | |
| Need for Speed: The Run                   | 2011 | Microsoft Windows, Nintendo 3DS, Playstation 3, Wii, Xbox 360, Mobiltelefon                                                                                                | |
| Need for Speed: Most Wanted               | 2012 | Microsoft Windows, Playstation 3, Playstation Vita, Wii U, Xbox 360, Mobiltelefon, IOS, Android                                                                            | |
| Need for Speed: Rivals                    | 2013 | Microsoft Windows, Playstation 3, Playstation 4, Xbox 360, Xbox One | |
| Need for Speed: No Limits                 | 2015 | Android, iOS | |
| Need for Speed                            | 2015 | Microsoft Windows, Playstation 4, Xbox One | |
| Need for Speed: Payback                   | 2017 | Microsoft Windows, Playstation 4, Xbox One | |
| Need for Speed Heat                       | 2019 | Microsoft Windows, Playstation 4, Xbox One | |
| Need for Speed: Hot Pursuit Remastered    | 2020 | Microsoft Windows, Playstation 4, Xbox One, Nintendo Switch | Nyutgåva av Need for Speed: Hot Pursuit (2010)                                                       |
| Need for Speed Unbound                    | 2022 | Microsoft Windows, Playstation 5, Xbox Series X/S | |